# Dammarie-sur-Saulx
Dammarie-sur-Saulx település Franciaországban, Meuse megyében. Lakosainak száma 369 fő (2022. január 1.). Dammarie-sur-Saulx Le Bouchon-sur-Saulx, Hévilliers, Juvigny-en-Perthois, Ligny-en-Barrois, Ménil-sur-Saulx, Morley és Villers-le-Sec községekkel határos.

## Népesség
A település népességének változása:
| Lakosok száma | 481  | 502  | 512  | 418  | 462  | 443  | 422  | 385  | 379  | 369  |
|               | 1968 | 1982 | 1990 | 2006 | 2013 | 2015 | 2017 | 2019 | 2020 | 2022 |